# Első peloponnészoszi háború
Az első peloponnészoszi háború az Athén vezette Déloszi Szövetség és a Spárta irányítása alatt álló Peloponnészoszi Szövetség közt zajló konfliktussorozat volt, amely Kr. e. 460-ban kezdődött, és Kr. e. 446/445-ben ért véget egy harmincéves békeszerződéssel. Az „első” jelző különbözteti meg a Kr. e. 431–404 között zajló peloponnészoszi háborútól, amit szintén ez a két hatalmi tömb vívott egymással. Az összecsapás az athéniak agresszív külpolitikája miatt tört ki, és bár a tizenöt háborús év során az attikai állam komoly sikereket ért el, a békekötésben végül csak minimális nyereséget könyvelhetett el.

## Előzmények
Athén és Spárta még i. e. 480-ban kötött szövetséget a Óperzsa Birodalom ellen. A két polisz a perzsák kiűzését követően is megmaradt a szövetségben, noha kezdettől fogva történtek súrlódások köztük. I. e. 464-ben aztán súlyos földrengés pusztított Lakedaimónban, amit egy nagyarányú helótafelkelés követett. A spártaiak hosszas, kemény harcokkal Ithómé erődjébe szorították vissza a helótákat, de az ostromhoz segítséget kértek az athéniaktól. A Kimón vezette Spárta-barát tömörülés el is érte, hogy segítség induljon a szövetségesek megsegítésére, az athéniak azonban leszerepeltek, olyannyira, hogy a spártaiak a felkelőkkel való összejátszásukra gyanakodtak, majd hazaküldték a segélycsapatokat. Az eset Kimón otthoni megbuktatásához és a Spártával szemben ellenséges, Ephialtész vezette demokraták sikereihez vezetett Athénban. Az i. e. 461-ben meggyilkolt Ephialtész hívei szövetségre is léptek Spárta ősellenségével, Argosszal, illetve az addig Peloponnészoszi Szövetséghez tartozó Megarával. Mindehhez jelentős tengeri hatalom és a mindinkább gyarmatbirodalomként kezelt Déloszi Szövetség anyagi hozzájárulása társult.

## A háború

### Az athéni fölény időszaka
Athén és Spárta között a nyílt szakításra csak Kr. e. 460-ban került sor: ekkor athéni segítséggel győztek az argosziak az oinoéi csatában Spárta felett. Az athéniak rövidesen blokád alá vették Aigina szigetét, illetve vereséget mértek az azt felmenteni próbáló Korinthoszra. Spárta csak ezeket követően tudott úrrá lenni a helyzetén úgy, hogy az ithóméi lázadók szabadon távozhattak: Athén készségesen befogadta őket. Spárta csak Kr. e. 457-ben gondolhatott nagyobb hadműveletre. Fenyegetően nagy erők élén indult meg Dórisz felmentésére Phókisz ellenében, a hazaúton pedig – noha eredetileg feltehetően egyik fél sem kívánt csatát vívni – a boiótiai Tanagra mellett súlyos veszteségek árán legyőzte az útját álló attikai sereget. Ezután a felek négy hónapra szóló fegyverszünetet kötöttek.
Athén két hónappal a vereséget követően lerohanta a spártaiak által megerősített Boiótiát, illetve Phókiszt és az Opuszi Lokriszt is szövetségébe kényszerítette. Kr. e. 457–456 fordulóján Aigina kapitulált, a város falait lerombolták, hajóit átadták Athénnak és hadisarcot fizettek. Kr. e. 455-ben Tolmidész végigdúlta a peloponnészoszi partokat: Küthéra és Boiai városait elpusztította, a gütheioni spártai hajóépítő műhelyt felégette, majd elfoglalta Khalkiszt. A Korinthoszi-öbölben partra is szállt Sziküónnál, amelynek seregét megverte. Ezzel párhuzamosan vereséget szenvedtek Egyiptomban a perzsák ellen Inarósz lázadását támogató athéni erők (Proszópitiszre visszaszorulva végül Kr. e. 454-ben kapituláltak és tértek haza Kürénén keresztül), aminek egyelőre nem volt komolyabb következménye az európai eseményekre nézve.
Rövidesen athéni hadjárat indult a thesszáliai Pharszalosz ellen, hogy visszahelyezzék a nemrég elűzött Athén-barát Oresztész fejedelmet a város trónjára. A boiót és phókiszi támogatással végrehajtott ostrom kudarccal végződött. Periklész következő évi tengeri hadjárata sem volt túlzottan sikeres: Sziküónt ugyan ismét legyőzte, de az akháj szövetségesek segítsége sem volt elegendő ahhoz, hogy a Korinthoszi-öböl bejáratánál elfoglalja Oiniadai akarnaniai városát. A Peloponnészoszra szorított Spárta és a mind kevesebb sikert arató Athén Kr. e. 452-ben ötéves fegyverszünetet kötött. Az ötéves békeidőszakot Athén a perzsa háború végleges lezárására használta fel (szalamiszi győzelem Kr. e. 451-ben, kalliaszi béke Kr. e. 449/448-ban).

### A háború második szakasza
Kr. e. 448-ban Spárta hadat küldött Delphoiba, ahonnan kiűzte a phókisziakat, eltávozása után azonban Periklész vezetésével az athéniak serege ismét Phókisz számára biztosította a jósda feletti ellenőrzést (második szent háború). Kr. e. 447-ben a boiótok fellázadtak az athéni uralom ellen, és több várost uralmuk alá vontak (pl. Khairóneia, Orkhomenosz). Tolmidész elhamarkodott támadást indított leverésükre, és bár Khairóneiát vissza tudta foglalni, a koróneiai csatában hadait szétverték, ő maga pedig elesett. Athén a foglyok kiadásáért cserébe kivonult a tartományból, mire Phókisz és Lokrisz is elszakadt tőle. Nem csak az athéniak közép-hellaszi befolyása tűnt tova, de a Thébai vezetése alatt megalakuló boiót szövetség személyében új, közvetlen fenyegetés jelentkezett nyugati határain.
Kr. e. 446-ban Euboia szigetén kezdődött lázadás, aminek leverésére Periklész vezetésével indult sereg. Már átkeltek a szigetre, amikor az addig szövetséges iszthmoszi Megara is hátat fordított a városnak, helyőrségét pedig lemészárolta. A megmaradt athéni katonák Niszaia és Pégai kikötőjében tartották magukat. Megara csatlakozott Pleisztoanax spártai király észak felé vonuló hadseregéhez, ami rövidesen Attikába érkezett. A hírre Periklész serege visszatért a kontinensre, de összecsapás helyett végül fegyverszünetet kötöttek (a spártaiak szerint Pleisztoanax és tanácsadója megvesztegetése miatt; a királyt megfosztották rangjától, tanácsadóját halálra ítélték). Athén ezután lecsapott Euboiára, amit könnyedén visszafoglalt, városait pedig szigorú ellenőrzés alá vonta.

## A béke
A békekötésre Kr. e. 446/445 folyamán került sor. A harminc évre szóló megállapodás értelmében Athén kivonult a megarai kikötőkből, Troizénből és az akháj területekről, továbbá Aiginának valamiféle autonómiát biztosított. Az első peloponnészoszi háború nagy athéni erőfeszítései összességében nem térültek meg: Közép-Görögországot elvesztették az új szerzemények zöméhez hasonlóan, Korinthosz pedig kiszabadult a két oldalról fenyegető athéni gyűrűből. (Spárta pozíciói nem változtak számottevően, bár a Peloponnészoszi Szövetség megerősödött Megara belépésével.) A háború következményeképpen az elkövetkező években a Periklész dominálta athéni külpolitika kiegyensúlyozottabbá, taktikusabbá vált. A béke azonban így sem tartott harminc évig: Kr. e. 431-ben kitört a peloponnészoszi háború, ami végleg megpecsételte az athéni nagyhatalom sorsát.